# Blondinen bevorzugt (1953)
Blondinen bevorzugt (Originaltitel: Gentlemen Prefer Blondes) ist eine US-amerikanische Filmkomödie des Regisseurs Howard Hawks aus dem Jahr 1953. Sie basiert auf dem Musical Blondinen bevorzugt von Jule Styne nach dem gleichnamigen Roman von Anita Loos.

## Handlung
Dorothy und Lorelei sind zwei attraktive Showgirls. Während Dorothy sich nicht viel aus Geld macht, ist Lorelei sehr materialistisch eingestellt. Die beiden reisen mit dem Schiff von den USA nach Europa, wo Lorelei den reichen Gus heiraten will. Der Vater von Gus hat sie im Verdacht, es nur auf das Geld seines Sohnes abgesehen zu haben, und lässt sie auf dem Ozeandampfer von dem Privatdetektiv Ernie Malone observieren. Der wiederum verliebt sich in Dorothy, die auch nicht abgeneigt ist. Lorelei macht die Bekanntschaft von Sir Francis Beekman, einem steinreichen alten Mann. Nachdem Malone sie und Beekman in einer vermeintlich verfänglichen Situation fotografiert hat, setzen Lorelei und Dorothy Malone mit einem starken Drink, vermischt mit Schlafmittel, außer Gefecht und luchsen ihm die Fotos wieder ab.
Lorelei stellt die Geschichte mit den Fotos Beekman gegenüber so dar, als habe Malone ihn selbst damit kompromittieren wollen. Zum Dank schenkt Beekman ihr das Diadem seiner Frau. Später nimmt er es jedoch ohne Loreleis Wissen aus Furcht vor der eifersüchtigen Mrs. Beekman wieder an sich. In Paris angekommen, stellen Dorothy und Lorelei fest, dass Gus’ Vater ihnen sämtliche Geldbriefe gesperrt hat, nachdem Malone ihm Einzelheiten von Loreleis Verhalten auf dem Schiff berichtet hatte. Und so müssen die beiden ihren Lebensunterhalt wieder als Showgirls verdienen (Diamonds are a Girl's Best Friend). Hinzu kommt, dass Lorelei vor Gericht muss. Beekmans Ehefrau glaubt, nicht ihr Gatte habe das Diadem verschenkt, es sei vielmehr von Lorelei gestohlen worden. Während Lorelei ihren Gus zu überzeugen versucht, dass sie ihm auf dem Meer treu gewesen ist, erscheint Dorothy verkleidet als Lorelei zur Gerichtsverhandlung.
Dort stiftet Dorothy einige Verwirrung und gibt Malone bei ihrer Zeugenaussage indirekt zu verstehen, dass sie ihn liebt. Malone revanchiert sich, indem er ihre wahre Identität nicht verrät und Mr. Beekman vor Gericht zerrt. Tatsächlich wird das Diadem bei Beekman gefunden. Dem Richter gesteht er schließlich, das Diadem ohne Loreleis Wissen wieder an sich genommen zu haben. Inzwischen gelingt es Lorelei, Gus und vor allem seinen Vater davon zu überzeugen, dass sie die richtige Partie ist. Sie fragt den Vater, ob er selbst denn, wenn er eine Tochter hätte, sich nicht auch wünschen würde, dass sie einen reichen Mann heiratet. Gus’ Vater ist beeindruckt und gesteht, sie habe mehr Verstand, als er ihr zugetraut hätte. Lorelei entgegnet, sie habe schon Verstand; da Männer aber keine Frauen mit zu viel Verstand möchten, benutze sie ihn nur, „wenn es brenzlig wird“. Zu guter Letzt wird eine Doppelhochzeit gefeiert. Lorelei kann endlich Gus heiraten und Dorothy ihren Ernie.

## Hintergründe
- Der äußerst erfolgreiche Song Diamonds Are a Girl’s Best Friend (komponiert von Leo Robin und Jule Styne) wird oft kopiert und wiedergegeben, zum Beispiel in Baz Luhrmanns Film Moulin Rouge. In der 2004 veröffentlichten Liste AFI’s 100 Years … 100 Songs des American Film Institute der 100 bedeutendsten Lieder im amerikanischen Film wurde das Lied auf Platz 12 gewählt.[2]
- 1955 entstand eine Fortsetzung unter dem Titel Gentlemen Marry Brunettes, die in Deutschland unter dem Titel So liebt man in Paris veröffentlicht wurde. Jane Russell und Jeanne Crain spielen in den Hauptrollen die Töchter von Dorothy Shaw. Der Filmtitel bezieht sich auf den Roman But Gentlemen Marry Brunettes von Anita Loos, hat aber mit der Handlung des Romans nichts gemeinsam.
- Die Szene, in der Marilyn Monroe in der Kabine eingeschlossen ist, dann versucht, durch das Bullauge zu klettern und darin steckenbleibt, enthält verschiedene Anspielungen auf die Peter-Pan-Verfilmung der Disney-Studios aus dem gleichen Jahr. Die blonde Fee Tinkerbell agiert hier in den Anfangsszenen ähnlich. Trotzdem ist die kleine Zeichentrickfigur nicht Marilyn Monroe nachempfunden, sondern Margaret Kerry.
- Für die Rolle der Lorelei Lee war anfangs Betty Grable vorgesehen, doch man entschied sich schließlich für Marilyn Monroe, weil sie u. a. 10 Jahre jünger war als Grable und mit einer niedrigeren Wochengage deutlich günstiger zu haben war.[3] Während Monroe nur etwa 15 000 Dollar für den Film erhielt, kassierte Jane Russell mit 150 000 Dollar das Zehnfache an Gage.[4]
- Während der Pool Szene  wurde Jane Russell von einem der Schwimmer versehentlich in den Pool gestoßen. Sie blieb aber in ihrer Rolle und spiele einfach weiter.

## Synchronisation
Die deutsche Synchronbearbeitung fertigte die Elite Film Franz Schroeder GmbH, Berlin, 1954 an.
| Rolle                         | Darsteller     | Synchronsprecher |
| ----------------------------- | -------------- | ---------------- |
| Lorelei Lee                   | Marilyn Monroe | Margot Leonard   |
| Dorothy                       | Jane Russell   | Gisela Trowe     |
| Malone                        | Elliott Reid   | Axel Monjé       |
| Sir Francis Beekman („Piggy“) | Charles Coburn | Walter Werner    |
| Gus Esmond Jr.                | Tommy Noonan   | Curt Ackermann   |
| Gus Esmond Sr.                | Taylor Holmes  | Paul Wagner      |
| Lady Beekman                  | Norma Varden   | Agnes Windeck    |
| Pritchard, Beekmans Anwalt    | Alex Frazer    | Hans Hessling    |

## Kritiken
„Sorgfältige Inszenierung, zwei attraktive Stars und ein paar unvergeßliche Tingeltangel-Songs. Neben der reinen Unterhaltung auch böse Kritik am Materialismus.“

„Das ist alles andere als zynische und liebenswürdige Unterhaltung: Es ist ein böses, intelligentes und unerbittliches Werk.“

„Mit Marilyn Monroe und Jane Russell, die in dieser knallbunten Technicolor-Produktion alles zum Beben bringen, macht die Filmversion von Gentlemen prefer blondes das heiße Wetter noch heißer. Ein Film, in dem diese beiden strahlenden Pin-up-Girls gemeinsam auftreten, ist wie der doppelte Einsatz bei einer todsicheren Wette, und man wird denn auch mit einem gewaltigen Musical belohnt. Um die Mädchen herum gibt es Männer und Musik, und Regisseur Howard Hawks hat dafür gesorgt, daß in ihrem Gang das gewisse Etwas nicht fehlt. Ob sie nun singen, tanzen oder nur einfach Diamanten anstarren – diese Mädchen sind unwiderstehlich, und ihr Musical ist so sprühend wie ein Feuerwerk… Miss Monroe sieht mal wieder so aus, als würde sie im Dunkeln leuchten, und ihre Darstellung der Blondine mit dem Unschuldsgesicht, deren Augen sich bei Diamanten weit öffnen und beim Küssen schließen, bringt einen nicht nur zum Lachen, sondern auch ganz schön zum Schwitzen. Miss Russell ist eine Juno in Nylonstrümpfen und hat den Bogen raus, mit unbeweglicher Miene sarkastische Spitzen zu verteilen. Sowohl bei den Songs als auch bei der Männerjagd arbeiten sie großartig zusammen. Miss Russell durchmißt mit langen Schritten das Parkett, während Miss Monroe lässig dahinschlendert, doch irgendwie gefallen sie immer gleich gut.“

## Auszeichnungen
- 1954: Writers Guild of America Award: Nominiert in der Kategorie Bestes Drehbuch für ein Musical (Charles Lederer)
- 1954: Photoplay Award für Marilyn Monroe für die beste Schauspielerin